# Dobromierz
Dobromierz [dɔˈbrɔmʲɛʃ] (deutsch Friedeberg, ab dem 18. Jahrhundert Hohenfriedeberg bzw. Hohenfriedberg) ist ein Ort in der Landgemeinde Dobromierz im Powiat Świdnicki der Woiwodschaft Niederschlesien in Polen.

## Geographische Lage

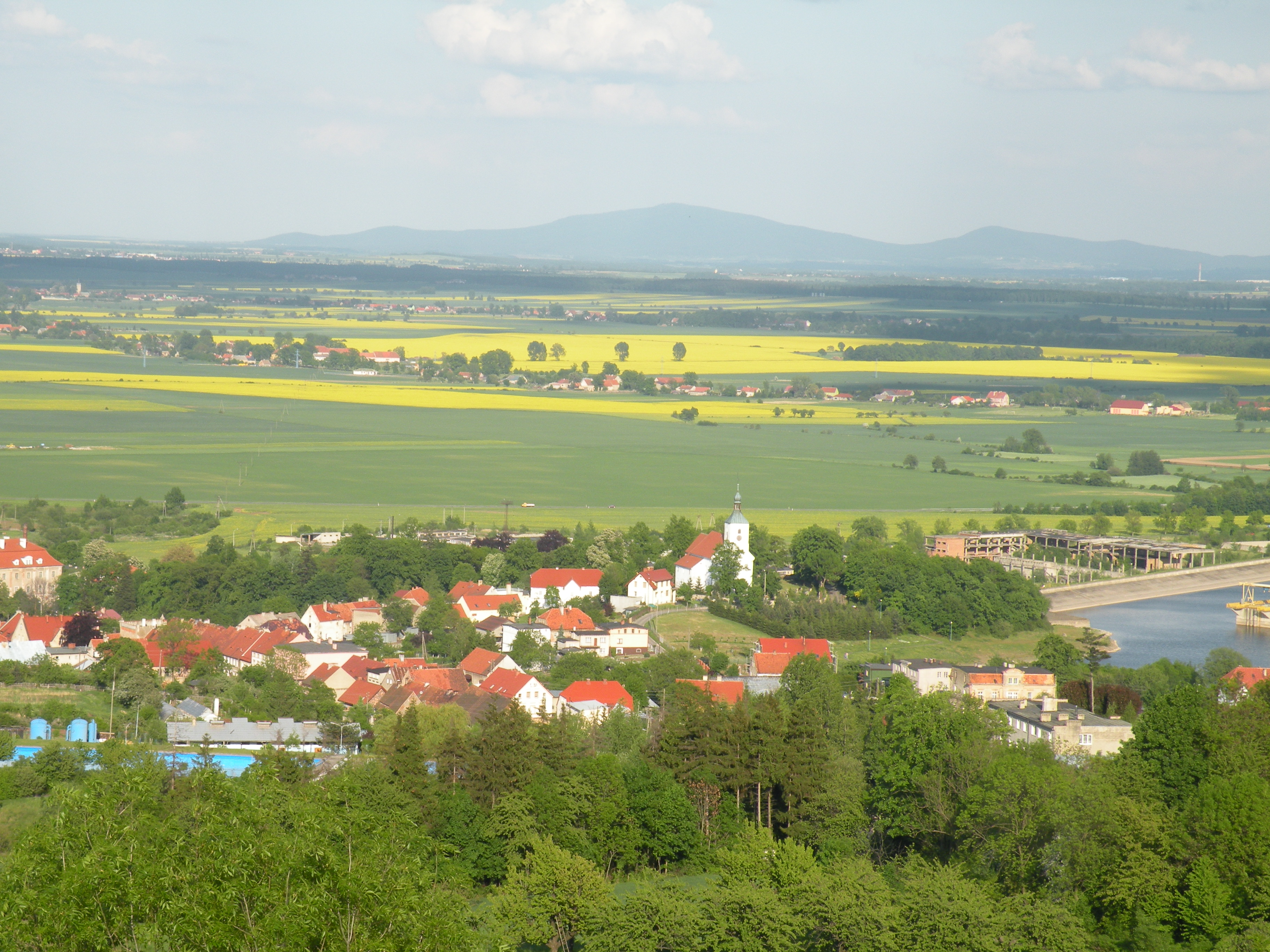
Dobromierz – Gesamtansicht

Dobromierz liegt am Nordrand des Waldenburger Berglandes am linken Ufer des Striegauer Wasser (polnisch Strzegomka).
Nachbarorte sind Strzegom (Striegau) im Nordosten, Olszany (Oelse) im Osten, Świebodzice (Freiburg in Schlesien) im Südosten, Cieszów (Fröhlichsdorf) im Süden, Bolków (Bolkenhain) im Westen sowie Bronów (Börnchen) und Roztoka (Rohnstock) im Nordwesten.

## Geschichte

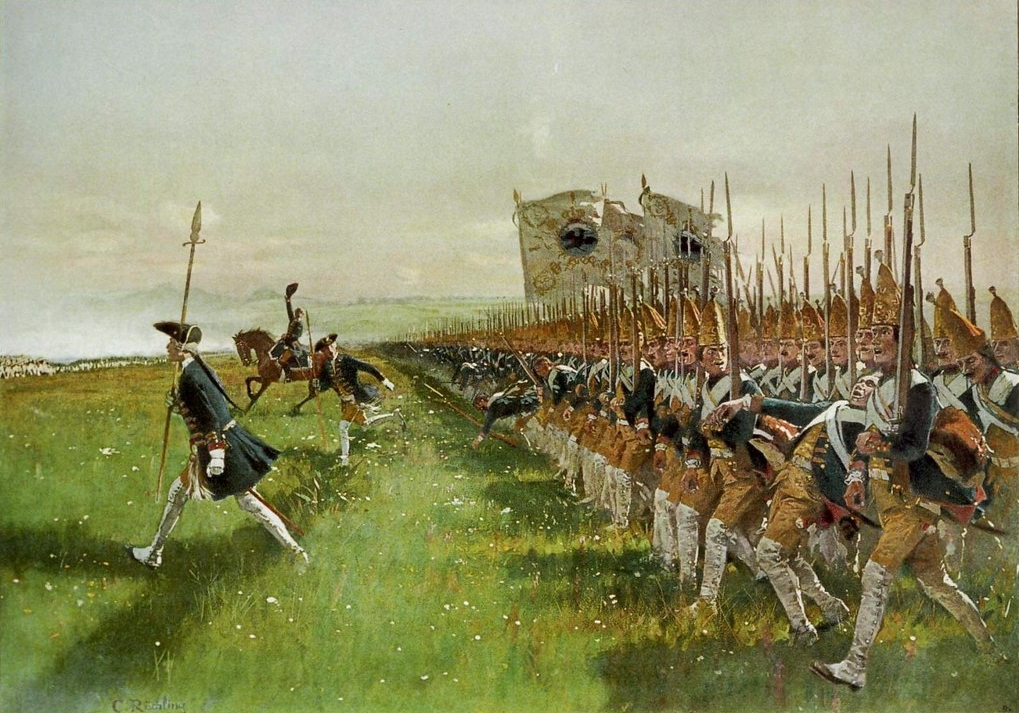
Hohenfriedeberg, Angriff des preußischen Grenadiergardebataillons, 4. Juni 1745, Historiengemälde von Carl Röchling

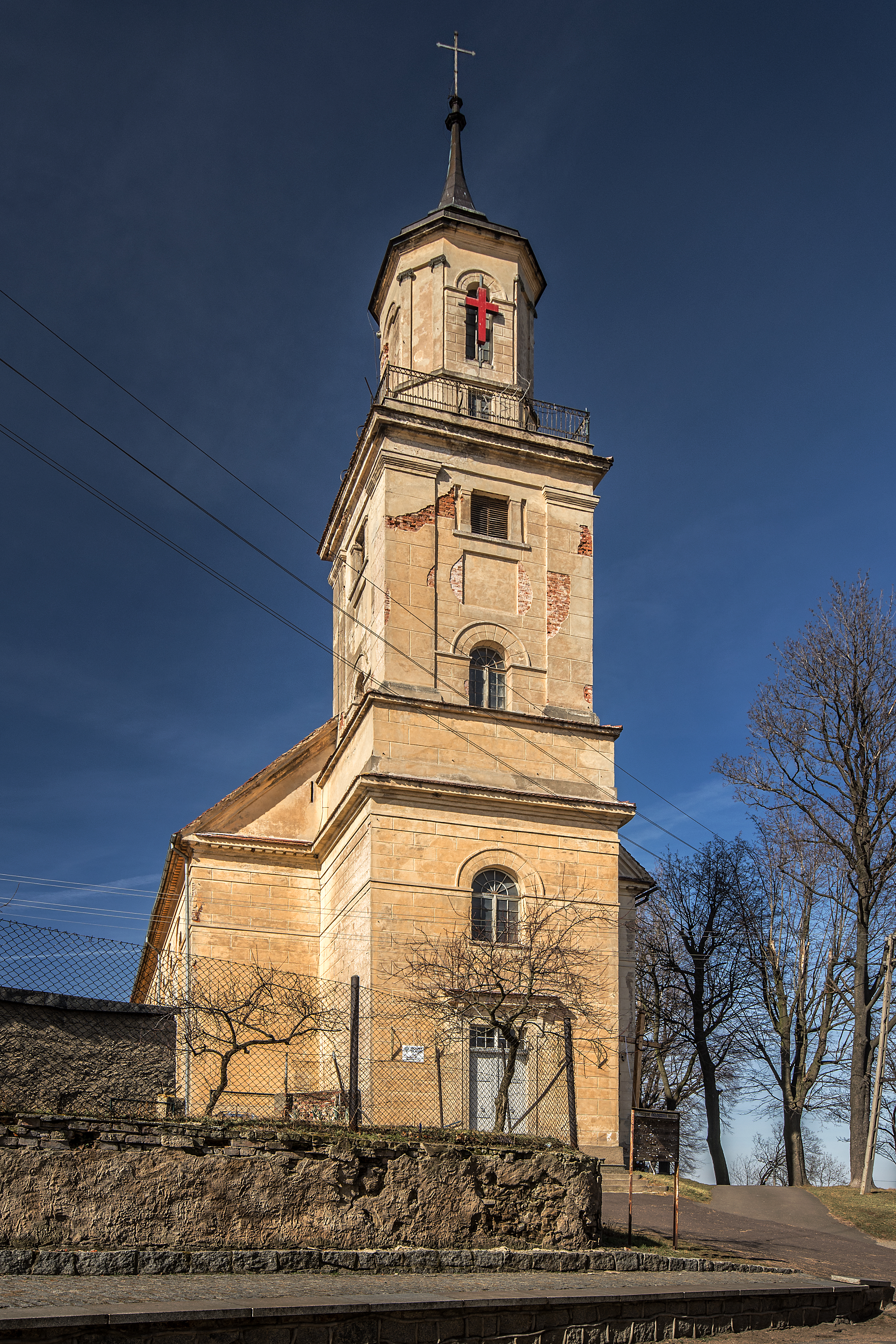
Kirche St. Peter und Paul

Vermutlich vor 1289 wurde die slawische Vorgängersiedlung „Swenz“ (Schweinz) durch Herzog Bolko I. deutschrechtlich umgesetzt. Es gehörte zum Herzogtum Schweidnitz und ist für das Jahr 1307 durch den Pfarrer von „Vrideberch“ belegt. Zusammen mit dem Herzogtum fiel es nach dem Tod des Herzogs Bolko II. 1368 erbrechtlich an den späteren böhmischen König Wenzel. Er war der einzige Sohn der böhmischen Königin Anna von Schweidnitz, die 1362 noch vor ihrem kinderlosen Herzog Bolko II. verstarb. Allerdings stand Bolkos Witwe Agnes von Habsburg bis zu ihrem Tod 1382 ein lebenslanger Nießbrauch zu. 1409 verlieh König Wenzel Friedeberg das Stadtrecht. 
Bis 1408 gehörte „Friedeberg“ dem Adelsgeschlecht Boltz, anschließend den Sander von Grunau. Um 1600 war es im Besitz der Zedlitz, von denen es wahrscheinlich an die Herren von Nimptsch überging. 1602 und nochmals 1683 wurde Friedeberg von einer Feuersbrunst fast völlig zerstört. 1634 wurde die Stadtpfarrkirche auf Kosten des Burgherren der benachbarten Zeiskenburg, Nikolaus von Czettritz, in Stein neu erbaut, aus Dankbarkeit dafür, dass ihm die Bürger der Stadt im Dreißigjährigen Krieg erfolgreich Schutz vor den Schweden gewährt hatten. Vermutlich Anfang des 18. Jahrhunderts bürgerte sich für Friedeberg die Ortsbezeichnung „Hohenfriedeberg“ ein. Um 1727 ließ Christoph Ferdinand von Nimptsch auf dem zu Schweinz gehörigen Rittergut ein Barockschloss mit einem Park errichten.
Nach dem Ersten Schlesischen Krieg fiel Friedeberg 1742 wie fast ganz Schlesien an Preußen. Im selben Jahr wurde für die evangelischen Bewohner, deren Anzahl zwei Drittel der Bevölkerung betrug, am Marktplatz ein Bethaus errichtet. Seit 1789 war Hohenfriedeberg im Besitz des Freiherrn Carl von Seherr-Thoß. 1811 wurde die bisherige städtische Schule zum Rathaus umgebaut. Nach der Neugliederung der Provinz Schlesien gehörte die Stadtgemeinde Hohenfriedeberg ab 1815 zum Landkreis Bolkenhain. Mit Unterstützung des preußischen Königs Friedrich Wilhelm IV. wurde 1847 auf dem Galgenberg, der nunmehr als „Siegeshöhe“ bezeichnet wurde, ein Denkmal zum Gedenken an die Schlacht bei Hohenfriedberg errichtet.
Die wirtschaftliche Bedeutung von Hohenfriedeberg blieb im Laufe der Jahrhunderte unbedeutend, zumal es wiederholt durch Brände zerstört wurde. 1852 wurde die neue Landstraße zwischen Bolkenhain und Freiburg eröffnet. Weil es jedoch keinen direkten Bahnanschluss erhielt, blieb es ein unbedeutendes Handwerker- und Ackerbürgerstädtchen. 1909 wurde ein neues Rathaus mit Post und Polizeiwache errichtet. 1932 erfolgte die Eingliederung der Stadtgemeinde Hohenfriedeberg in den Landkreis Landeshut, 1933 in den Landkreis Jauer, mit dem es bis 1945 verbunden blieb.
Die Einwohnerzahl stieg von 454 im Jahre 1787 auf 636 im Jahre 1825. Nach der Eingemeindung von Schweinz im Jahre 1905 wurden 706 Einwohner gezählt; nach der Eingemeindung von Neu Börnchen und Neu Petersdorf im Jahre 1939 waren es 1074 Einwohner.
Als Folge des Zweiten Weltkriegs fiel Hohenfriedeberg wie fast ganz Schlesien 1945 an Polen und zunächst in Góra Pokoju (auch Wysoka Góra Pokoju) umbenannt. Die deutsche Bevölkerung wurde, soweit sie nicht vorher geflohen war, weitgehend vertrieben. Die neu angesiedelten Bewohner waren teilweise Zwangsumgesiedelte aus Ostpolen, das an die Sowjetunion gefallen war. Nachfolgend wurde es zunächst in Vysoka Góra und erst 1948 in Dobromierz umnbenannt. Von 1975 bis 1998 gehörte Dobromierz zur Woiwodschaft Wałbrzych (Waldenburg).

## Wappen
Das Wappen der Stadt „Friedeberg“ im Jahre 1409 vom böhmischen Landesherrn  Wenzel IV. verliehen. Es zeigt auf blauem Grund die goldenen Buchstaben „W W“ mit einem stumpfen goldenen Pfeil in der Mitte.

## Sehenswürdigkeiten

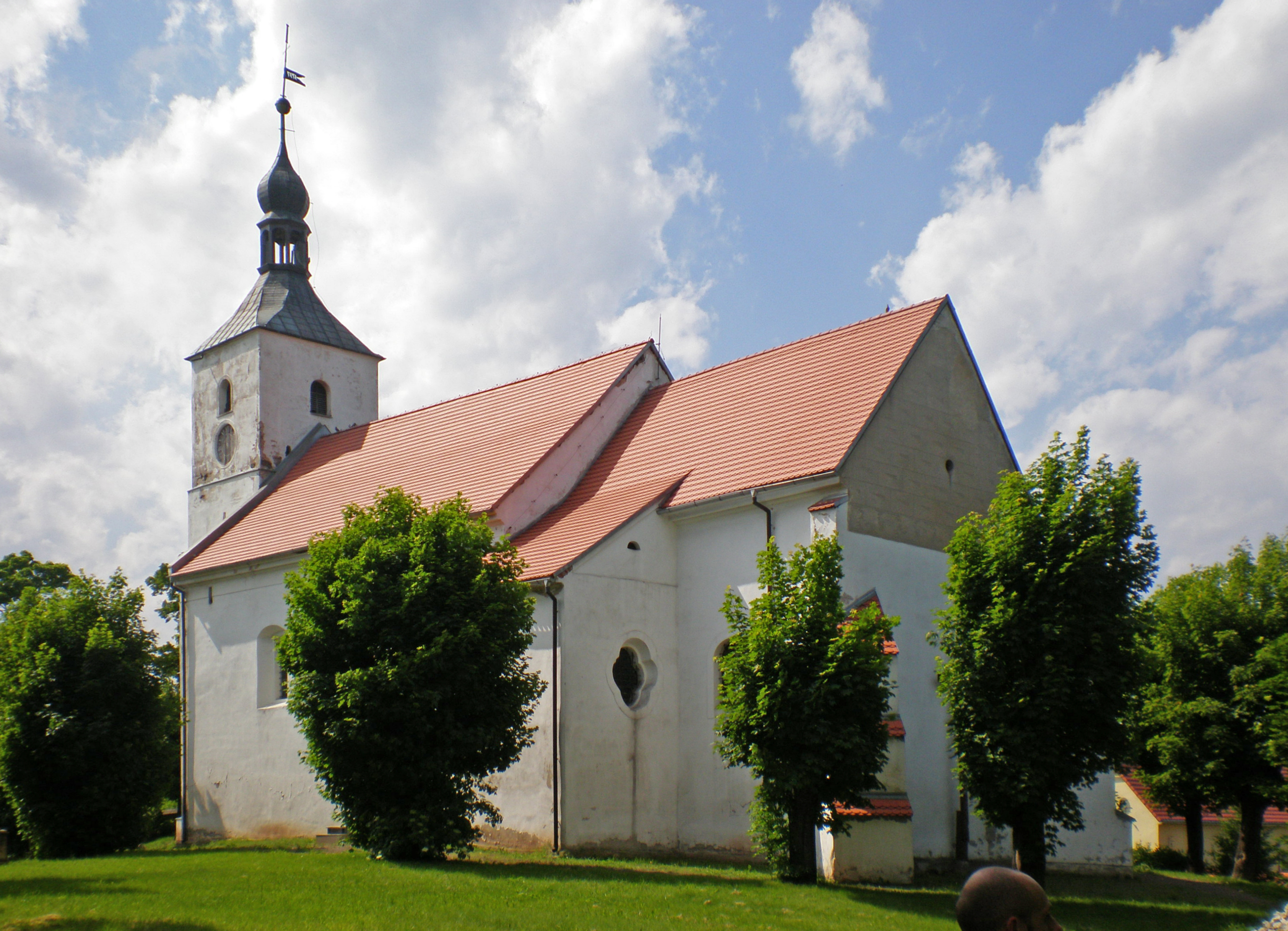
Stadtpfarrkirche St. Michael

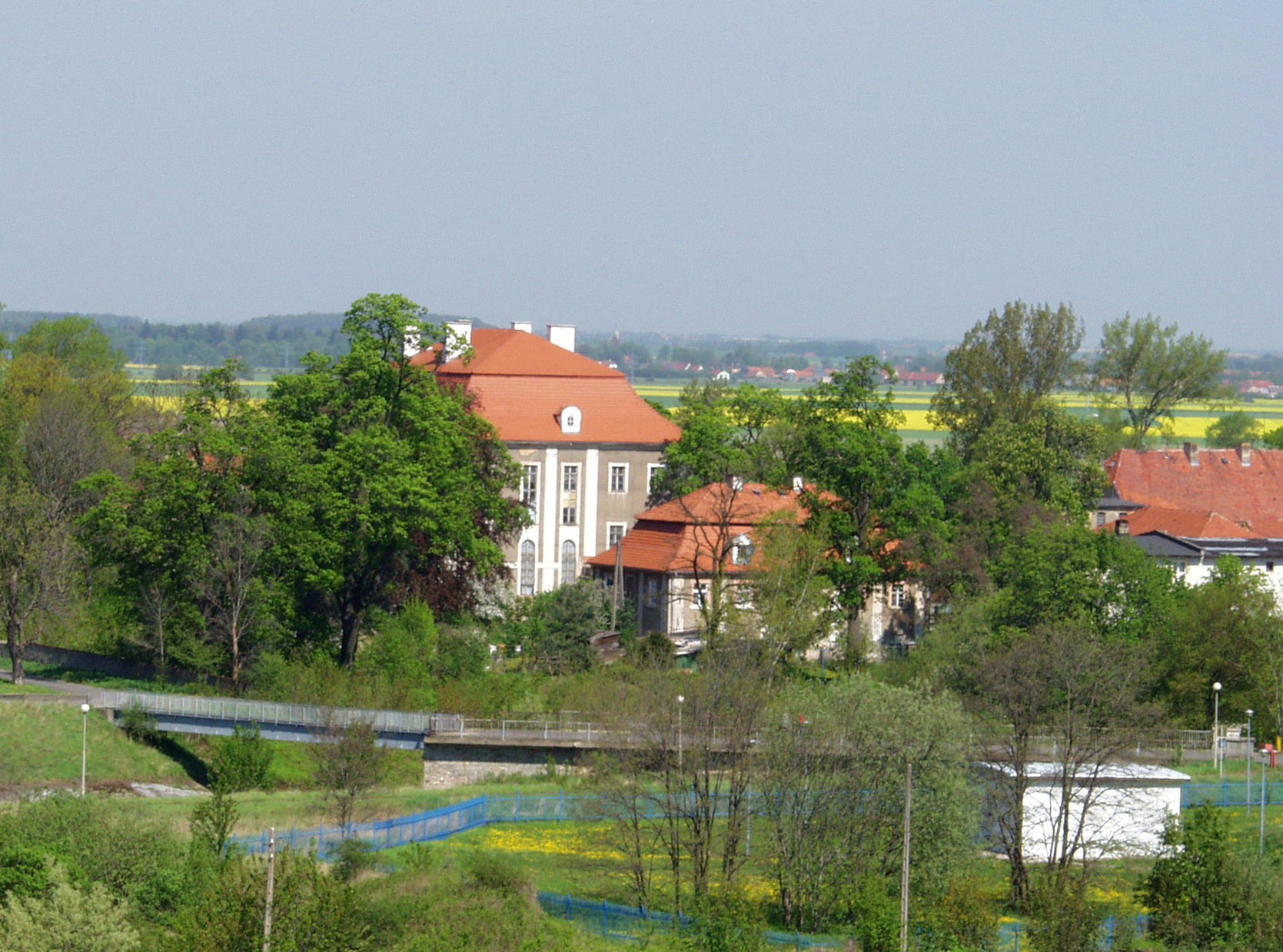
Schloss

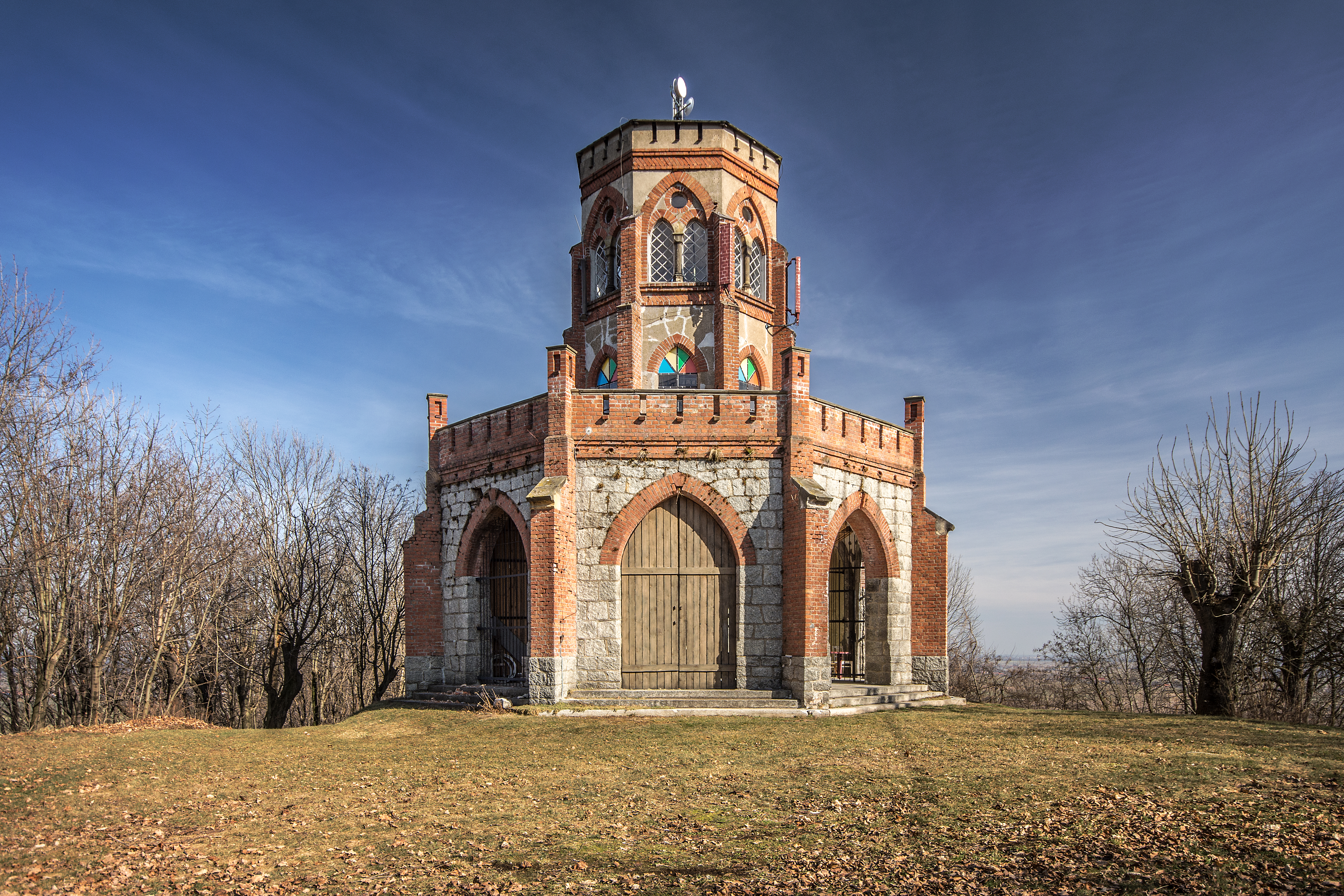
Siegesdenkmal der Preußen auf der Siegeshöhe

- Die katholische Pfarrkirche St. Michael aus dem 13. Jahrhundert wurde 1634 aus Stein errichtet. Seit der Reformation bis 1654 diente sie als evangelische Kirche.
- Die den hll. Petrus und Paulus geweihte Kirche entstand 1742 an der Stelle des ehemaligen Bethauses nach Entwurf des Architekten Karl Friedrich Schinkel.
- Familienfriedhof des Adelsgeschlechts Mutius an der Michaelikirche. Es ist der einzige noch völlig erhaltene Privatfriedhof in Schlesien.
- Das Schloss Hohenfriedeberg wurde 1727 von Christoph Ferdinand von Nimptsch im Stil des Barock errichtet und in der zweiten Hälfte des 19. Jahrhunderts umgebaut.
- Der barocke Gutshof im Nordosten des Schlosses entstand ebenfalls im 18. Jahrhundert.
- Aussichtsturm / Soldatendenkmal auf der Siegeshöhe

## Bevölkerungsentwicklung
| Jahr | Einwohner | Anmerkungen |
| ---- | --------- | ----------- |
| 1933 | 0659      | [ 5 ]       |
| 1939 | 1095      | [ 5 ]       |

## Persönlichkeiten
- Friedrich von Seherr und Thoß (1789–1857), deutscher Offizier, Beamter und Rittergutbesitzer
- Fedor Sommer (1864–1930), Lehrer, Schulrat und Schriftsteller
- Stanisław Szozda (1950–2013), Radrennfahrer